# Jean-Antoine Trocellier
Marie Jean Antoine Joseph Trocellier, né le 5 novembre 1888 à Javols (Lozère) et mort le 27 novembre 1958, est un missionnaire français de la congrégation cléricale des oblats de Marie-Immaculée. Il est vicaire apostolique au Canada.

## Biographie
Jean-Antoine Trocellier naît en 1888 en Lozère. Cette fin du XIXe siècle voit l'élan des grandes missions chrétiennes, dans lesquelles beaucoup de clercs du diocèse de Mende s'engagent.
Il rejoint donc les oblats de Marie-Immaculée et part en mission pour le Canada, après avoir été ordonné prêtre en 1920. En juin 1940, il devient vicaire apostolique coadjuteur du Diocèse de Mackenzie-Fort Smith, pour un autre oblat de Marie-Immaculée, et premier vicaire général (le vicariat ayant été fondé en 1901), Gabriel-Joseph-Elie Breynat. Il est, à ce moment, nommé au siège titulaire d’Adramyttion (en Turquie actuelle). Trois ans plus tard, il devient à son tour vicaire apostolique, fonction qu'il occupe jusqu'à sa mort en 1958.